# Club Balonmano Granollers
El Club Balonmano Granollers, también conocido como BM. Granollers, es el club de balonmano español de la ciudad de Granollers (Barcelona). 
Fundado en 1944, es el club decano de la máxima categoría y uno de los más laureados del país, en cuanto al número de títulos conseguidos. Desde sus inicios, el club consiguió rápidamente un gran nivel competitivo, tanto en la modalidad de balonmano a 11 jugadores como en la de balonmano a 7. Desde entonces, ha jugado prácticamente todas las temporadas en la máxima categoría del balonmano español. En el año 1959, se convirtió en el primer club español que disputaba una competición europea. En 1976 ganó la Recopa de Europa, primer título europeo que conseguía un club de balonmano español.
Gracias a esta tradición, Granollers se convirtió en subsede olímpica de balonmano en los Juegos Olímpicos de Barcelona 1992. El Palacio de Deportes de Granollers, pista de juego del equipo, se construyó con motivo de ese acontecimiento y, posteriormente, también ha acogido el Mundial de balonmano masculino de 2013 y el Mundial de balonmano femenino de 2021.
Uno de los rasgos característicos del BM Granollers es su apuesta por la formación y la cantera, cosa que le ha permitido formar a un gran número de jugadores y técnicos de primer nivel internacional. 
El primer equipo femenino del BM Granollers data de 1967. En los últimos 15 años, el BM Granollers ha incrementado significativamente el número de equipos femeninos en la cantera y el equipo femenino sénior ha conseguido varios ascensos de categoría. Desde la temporada 2014/2015, el BM Granollers tiene al primer equipo masculino y femenino simultáneamente en la máxima categoría del balonmano español (Liga ASOBAL y División de Honor femenina).

## Símbolos

### Escudo
El diseño definitivo del escudo fue encargado al artista local Amador Garrell i Soto. Tomando como modelo un escudo asimétrico de origen germánico, se introdujeron los símbolos del grajo, extraído del propio escudo de la ciudad de Granollers; las cuatro barras rojas sobre fondo dorado, de la bandera catalana y la figura de un jugador de balonmano lanzando el balón a portería, imitando la pose de uno de los jugadores del club que aparecía en una fotografía de la época.

### Himno
En catalán:
Amb braó, dinàmics i optimistes,
ferma voluntat i decidits,
fem de l'esport una gran fal·lera,
per augmentar els èxits conquerits.
No decau gens, no decau el nostre ànim,
ni és indecís sinó és nostra la victòria
i tots lluitem amb anhel i entusiasme
i a Granollers podrem dur dies de glòria.
Aquesta és la gran consigna
i així la cantem tots pels carrers,
jugadors, siguem entusiastes,
del balón a mano Granollers.
Este himno fue escrito en la década de 1940. El autor de la letra y la música fue Joan Coll, a petición del club. Fue recuperado el primero de marzo de 1994 para las fiestas del cincuenta aniversario del club en un festival musical realizado en el Cercle Cultural de La Caixa de Pensions. Se encargó de interpretarlo la Coral Polifónica de Granollers bajo la dirección del maestro Agustí Vidal. 

### Bandera
Creada en 1954 para la celebración del X aniversario del club. Confeccionada por la artista local Teresa Bassa. La bandera era un trabajo bordado. Se utilizaba en todos los actos públicos de la entidad, incluida la Fiesta Mayor, ferias y las Fiestas de la Ascensión.

### Campos de Juego
- 1944-59: Campo Municipal de Fútbol

Campo de fútbol del equipo local, el CD Granollers, en la calle Gerona. Este campo vio los triunfos del BM Granollers en su modalidad a once jugadores hasta que se abandonó la práctica de esta primera versión del balonmano por la nueva a siete.
- 1955-60: Pabellón de Deportes

Inauguración: 26 de agosto de 1955
Última remodelación: 1984
Demolición: 2006

Pista descubierta con suelo de terrazo. Comúnmente conocida como la pista de la calle Tetuán. Dimensiones de balonmano a siete. Para poder costear su construcción se dividió en parcelas que fueron vendidas a los socios. Fue remodelada en 1984
Ya en el siglo XXI, sobre el mismo terreno se ha edificado, por un lado, un aparcamiento, y por el otro, un proyecto de residencia para jóvenes promesas del balonmano.

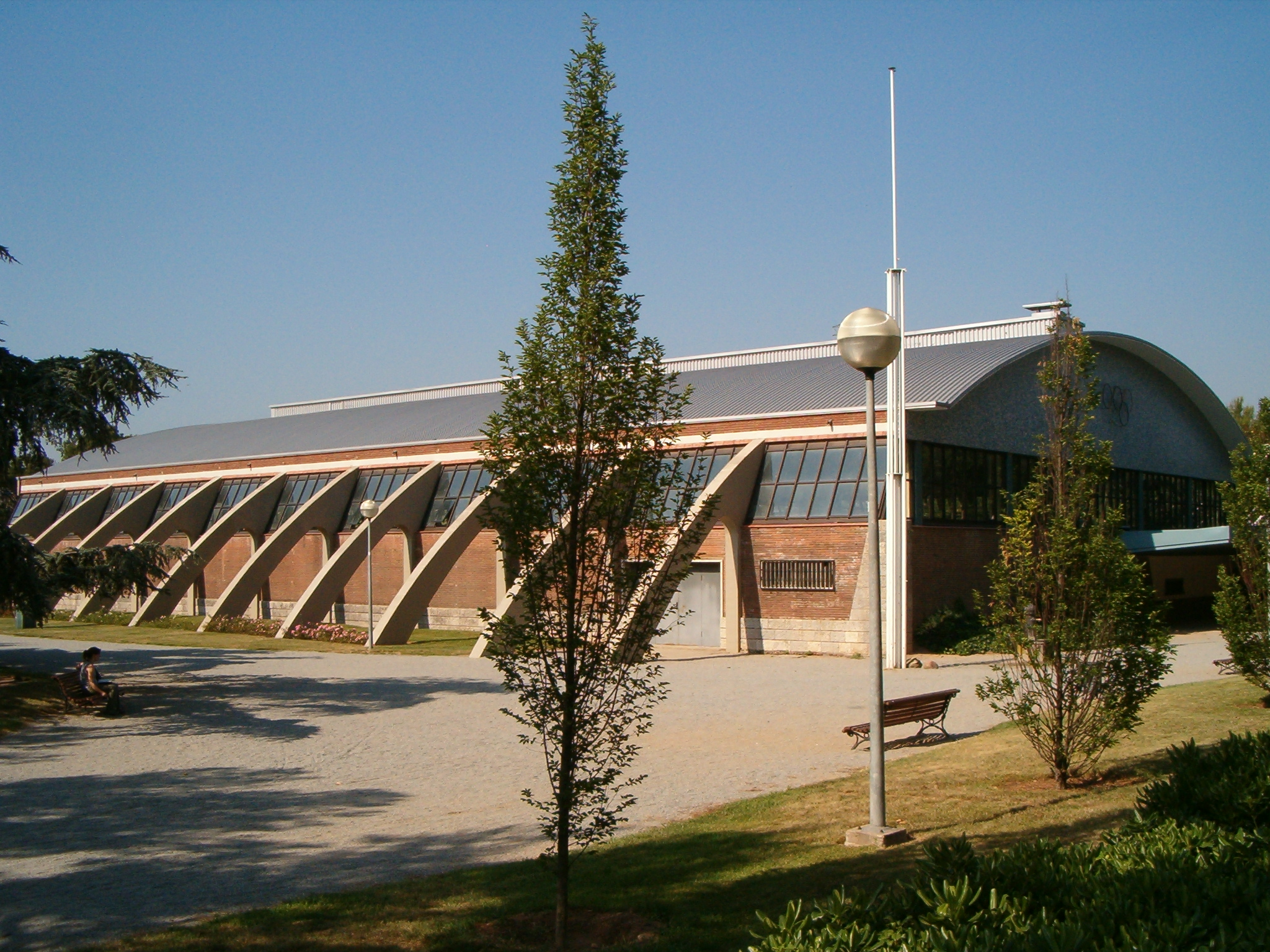
Vista exterior del pabellón El Parquet

- 1960-91: Pabellón Municipal "El Parquet"

Inauguración: 23 de mayo de 1960
Última remodelación: 2007

Tercera pista cubierta construida en España, tras las de Madrid y Barcelona. La superficie es de parqué, proporcionando unas mejores condiciones para el juego del balonmano, aunque en su origen era de terrazo.
En este pabellón se disputó la final de la Recopa de Europa de 1976 ante el TSV Grün-Weiβ Dankersen alemán, ahora Minden eV, consiguiendo el primer título internacional para el BM Granollers y el balonmano español.
Hasta 1984 se compartió la pista con el Club Baloncesto Granollers, año en que se trasladó a un nuevo pabellón construido exclusivamente para dicha entidad, situado en el límite entre los términos municipales de Granollers y Las Franquesas del Vallés.
En los años ochenta fue muy criticada su arquitectura debido a que el trayecto entre los vestuarios y la pista de juego transcurría muy cerca de las gradas, lo que exponía a los equipos rivales a los comentarios de la afición local. Con la inauguración del Pabellón Olímpico de Granollers la instalación ha pasado a utilizarse en contadas ocasiones por el club de balonmano y otras entidades deportivas de la ciudad han pasado a ser las principales usuarias de esta instalación.

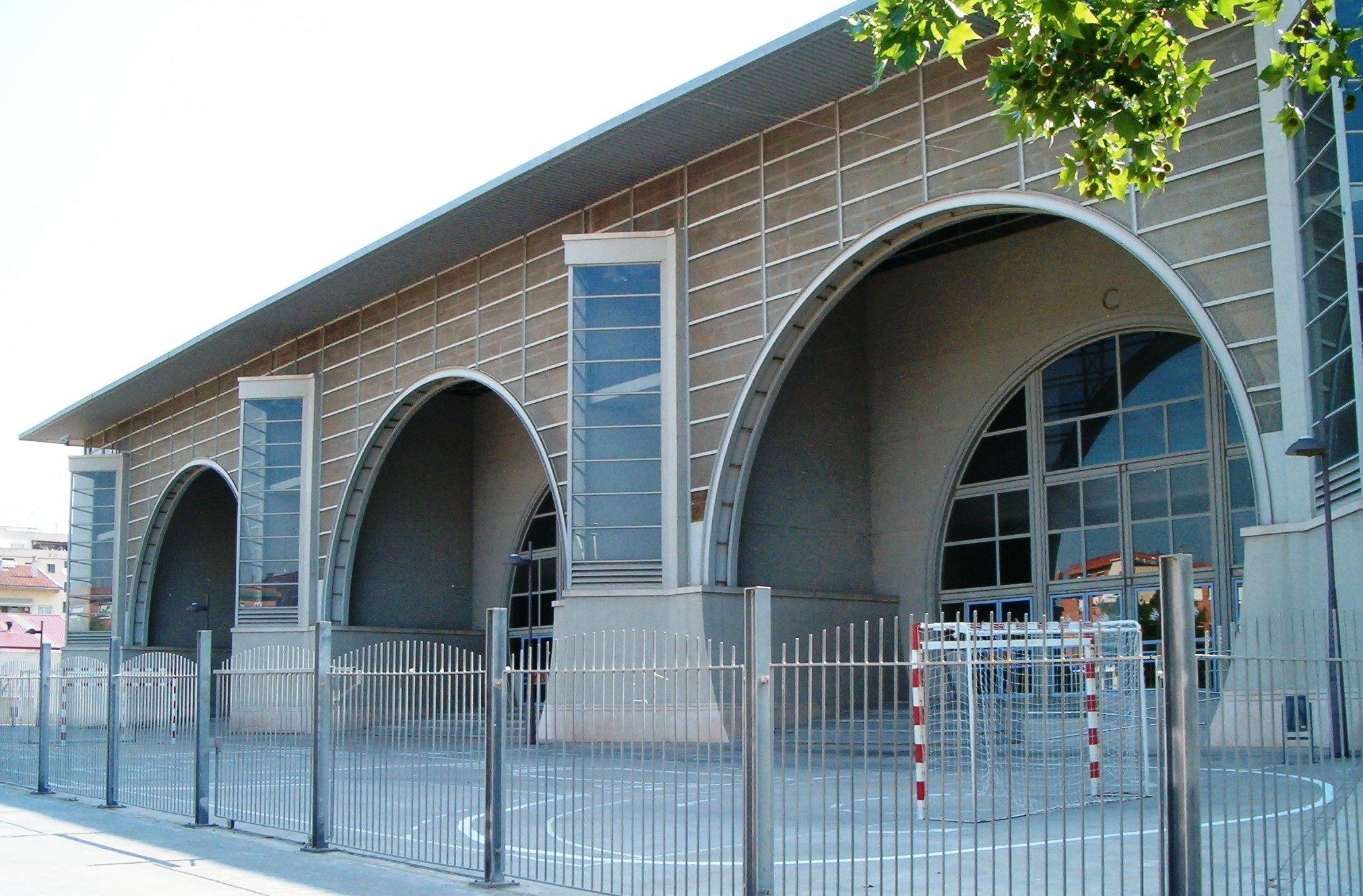
Fachada principal del Palau d'Esports

- 1991-Actualidad: Palacio de Deportes de Granollers "El Olímpico"

Inauguración: 23 de julio de 1991

Polideportivo construido para las Olimpiadas de Barcelona '92. Con un aforo de 5.685 espectadores, es la actual sede del club. El coste de la obra fue cercano a los dos mil millones de pesetas. Además de la pista principal, cuenta con una pista anexa diseñada para el calentamiento de los jugadores antes de los encuentros, las oficinas del BM Granollers, las oficinas del Servicio de Deportes del Ayuntamiento de Granollers, dos pistas de squash y varias pistas descubiertas para la práctica del balonmano y mini-balonmano. En 2013, fue una de las cinco sedes del Mundial de balonmano de 2013.
Otras pistas:
- 1948: Pista de las Escuelas Pías

Pista cedida por la escuela para los primeros encuentros de balonmano a siete en España entre equipos de peñas.

- 1976-Actualidad: Pabellón Municipal "El Tubo"

Inauguración: 2 de octubre de 1976
Última remodelación: 2007

Jordi Camp, presidente del principal patrocinador del equipo, Jabones Camp, cede al club el pabellón constituido por dos pistas cubiertas construido sobre terrenos de la Roca Umbert, en el Camp de les Moreres. Popularmente ha sido conocido como "el Tubo" por su forma alargada y su cubierta en forma de semicilindro acabado en planchas metálicas.
En la actualidad se utiliza para el entrenamiento de equipos de base, compartiendo la instalación con otras entidades deportivas de la ciudad.

## Indumentaria
Desde sus inicios el Club Balonmano Granollers adoptó los colores azul y blanco para su equipación ya que eran los que utilizaba el Frente de Juventudes de Granollers. A principio de los años 80, tras una grave crisis económica, el club consiguió un nuevo patrocinador, la empresa local de batidos de chocolate Cacaolat; durante el periodo de su patrocinio, y hasta el cierre de la fábrica de Granollers, entrados los años 90, el uniforme tomó los colores de la botellas de Cacaolat: amarillo y negro. Una vez acabada la relación con esta empresa se volvió a los modelos en blanco y azul anteriores a la época de los 80, con ligeros cambios de diseño y añadiendo en ocasiones algunos toques de color rojo, como por ejemplo el cuello de las camisetas. A partir de la temporada 2001-2002 el rojo desapareció de la equipación titular.
| 1944−1985 | 1985−1991 | 1991−2001 | 2001− |

## Datos del club

### Palmarés

#### Equipo masculino
Resumen:
- 1 Recopa de Europa: 1975-76
- 2 Copas EHF: 1994-95, 1995-96
- 10 Ligas de División de Honor: 1958-59, 1959-60, 1960-61, 1965-66, 1966-67, 1967-68, 1969-70, 1970-71, 1971-72, 1973-74
- 3 Copas del Generalísimo: 1957-58, 1969-70, 1973-74
- 1 Copa ASOBAL: 1993-94
- 5 Ligas de Primera División: 1955-56, 1956-57, 1957-58, 1958-59, 1964-65
- 2 Campeonatos de España de balonmano a once: 1955-56, 1958-59

Además, cabe destacar estos resultados:
- Subcampeón de la Supercopa de Europa: 1996
- Finalista de la Recopa de Europa: 2009-10
- Finalista de la Liga Europea de la EHF: 2022-23
- Bronce en la Final Four de la Copa EHF: 2015-16
- Semifinalista de la Copa EHF: 1996-97
- Semifinalista de la City Cup: 1993-94

#### Equipo femenino
Títulos conseguidos:
- 11 Supercopas de Cataluña: 2014, 2015, 2016, 2017, 2018, 2019, 2020, 2021, 2022, 2023, 2024
- 1 Campeonato de España (División de Honor Plata): 2013-14[18]

#### Equipos de la cantera
Los logros más relevantes de las categorías inferiores del club son:
- 2 Campeonatos de España Júnior Masculino: 1993-94, 1994-95
- 13 Campeonatos de España Juvenil Masculino: 1959-60, 1963-64, 1977-78, 1980-81, 1984-85, 1990-91, 1991-92, 1993-94, 1996-97, 1998-99, 2012-13, 2015-16, 2016-17, 2021-22
- 1 Campeonatos de España Juvenil Femenino: 2012-13
- 11 Campeonatos de España Cadete Masculino: 1979-80, 1980-81, 1989-90, 1991-92, 1997-98, 2000-01, 2001-02, 2010-11, 2014-15, 2016-17, 2018-2019
- 4 Campeonatos de España Infantil Masculino: 2007-08, 2011-12, 2012-13, 2014-15
- 4 Mini Copa del Rey (Cadete Masculino): 2013-14, 2016-17, 2018-2019, 2019-2020
- 3 Mini Copa de la Reina (Cadete Femenino): 2016-17, 2021-22, 2022-23

### Trayectoria

#### Equipo masculino
- Trayectoria completa en todas las competiciones (incluye cantera y balonmano a 11)
- Datos y estadísticas en las competiciones europeas

El BM Granollers ha militado siempre en la máxima categoría del balonmano español, salvo en las temporadas 1963-64 y 1964-65, en las que se vio obligado a renunciar por cambios en el modelo de competición y por motivos económicos.
Historial completo de la clasificación final en liga y competición europea:
| Temp.   | Liga              | Liga | Competición Europea | Competición Europea |
| Temp.   | Liga              | Pos. | Competición         | Resultado           |
| ------- | ----------------- | ---- | ------------------- | ------------------- |
| 1955-56 | 1.ª División      | 1    |                     |                     |
| 1956-57 | 1.ª División      | 1    |                     |                     |
| 1957-58 | 1.ª División      | 1    |                     |                     |
| 1958-59 | División de Honor | 1    |                     |                     |
| 1959-60 | División de Honor | 1    | Copa de Europa      | 1/4                 |
| 1960-61 | División de Honor | 1    |                     |                     |
| 1961-62 | 1.ª División      | 2    | Copa de Europa      | 1/8                 |
| 1962-63 | 1.ª División      | 2    |                     |                     |
| 1965-66 | División de Honor | 1    |                     |                     |
| 1966-67 | División de Honor | 1    | Copa de Europa      | 1/16                |
| 1967-68 | División de Honor | 1    | Copa de Europa      | 1/4                 |
| 1968-69 | División de Honor | 3    |                     |                     |
| 1969-70 | División de Honor | 1    |                     |                     |
| 1970-71 | División de Honor | 1    | Copa de Europa      | 1/4                 |
| 1971-72 | División de Honor | 1    | Copa de Europa      | 1/16                |
| 1972-73 | División de Honor | 4    | Copa de Europa      | 1/16                |
| 1973-74 | División de Honor | 1    |                     |                     |
| 1974-75 | División de Honor | 3    | Copa de Europa      | 1/8                 |
| 1975-76 | División de Honor | 5    | Recopa de Europa    | Campeón             |
| 1976-77 | División de Honor | 5    | Recopa de Europa    | 1/4                 |
| 1977-78 | División de Honor | 5    |                     |                     |
| 1978-79 | División de Honor | 7    |                     |                     |
| 1979-80 | División de Honor | 4    |                     |                     |
| 1980-81 | División de Honor | 8    |                     |                     |
| 1981-82 | División de Honor | 3    |                     |                     |
| 1982-83 | División de Honor | 3    | Copa IHF            | 1/8                 |
| 1983-84 | División de Honor | 4    | Copa IHF            | 1/4                 |
| 1984-85 | División de Honor | 4    |                     |                     |
| 1985-86 | División de Honor | 3    |                     |                     |
| 1986-87 | División de Honor | 6    |                     |                     |
| 1987-88 | División de Honor | 3    |                     |                     |
| 1988-89 | División de Honor | 4    |                     |                     |
| 1989-90 | División de Honor | 4    |                     |                     |

| Temp.   | Liga   | Liga  | Competición Europea | Competición Europea |
| Temp.   | Liga   | Pos.  | Competición         | Resultado           |
| ------- | ------ | ----- | ------------------- | ------------------- |
| 1990-91 | ASOBAL | 7     |                     |                     |
| 1991-92 | ASOBAL | 2     |                     |                     |
| 1992-93 | ASOBAL | Final |                     |                     |
| 1993-94 | ASOBAL | 1/4   | City Cup            | 1/2                 |
| 1994-95 | ASOBAL | 6     | Copa EHF            | Campeón             |
| 1995-96 | ASOBAL | 5     | Copa EHF            | Campeón             |
| 1996-97 | ASOBAL | 11    | Copa EHF            | 1/2                 |
| 1997-98 | ASOBAL | 10    |                     |                     |
| 1998-99 | ASOBAL | 9     |                     |                     |
| 1999-00 | ASOBAL | 11    |                     |                     |
| 2000-01 | ASOBAL | 7     |                     |                     |
| 2001-02 | ASOBAL | 10    |                     |                     |
| 2002-03 | ASOBAL | 9     |                     |                     |
| 2003-04 | ASOBAL | 7     |                     |                     |
| 2004-05 | ASOBAL | 6     | Copa EHF            | 1/4                 |
| 2005-06 | ASOBAL | 10    | Recopa de Europa    | 1/4                 |
| 2006-07 | ASOBAL | 9     |                     |                     |
| 2007-08 | ASOBAL | 12    | Copa EHF            | 1/8                 |
| 2008-09 | ASOBAL | 6     |                     |                     |
| 2009-10 | ASOBAL | 8     | Recopa de Europa    | Final               |
| 2010-11 | ASOBAL | 4     |                     |                     |
| 2011-12 | ASOBAL | 8     | Copa EHF            | 1/8                 |
| 2012-13 | ASOBAL | 6     |                     |                     |
| 2013-14 | ASOBAL | 3     |                     |                     |
| 2014-15 | ASOBAL | 3     | Copa EHF            | 1/8 (Grupo)         |
| 2015-16 | ASOBAL | 4     | Copa EHF            | 3º (Final4)         |
| 2016-17 | ASOBAL | 4     | Copa EHF            | 1/8 (Grupo)         |
| 2017-18 | ASOBAL | 3     | Copa EHF            | 1/4                 |
| 2018-19 | ASOBAL | 5     | Copa EHF            | 1/8 (Grupo)         |
| 2019-20 | ASOBAL | 6     |                     |                     |
| 2020-21 | ASOBAL | 4     |                     |                     |
| 2021-22 | ASOBAL | 2     | Copa EHF            | R2                  |
| 2022-23 | ASOBAL | 3     | Copa EHF            | 2º                  |
| 2023-24 | ASOBAL | 3     | Copa EHF            | Previa              |
| 2024-25 | ASOBAL | 2     | Copa EHF            | Main round          |

#### Equipo femenino
- Trayectoria completa

El equipo femenino lleva desde 2014 en la máxima división española. 
Historial completo de la clasificación final en liga y competición europea:
| Temp.   | Liga                    | Liga    | Competición Europea | Competición Europea |
| Temp.   | Liga                    | Pos.    | Competición         | Resultado           |
| ------- | ----------------------- | ------- | ------------------- | ------------------- |
| 2007-08 | 1.ª catalana            | 2       |                     |                     |
| 2008-09 | 1.ª catalana            | 1       |                     |                     |
| 2009-10 | Liga catalana           | 12      |                     |                     |
| 2010-11 | Liga catalana           | F.Final |                     |                     |
| 2011-12 | Liga catalana           | F.Final |                     |                     |
| 2012-13 | Liga catalana           | 1       |                     |                     |
| 2013-14 | División de Honor Plata | 1       |                     |                     |
| 2014-15 | División de Honor       | 12      |                     |                     |
| 2015-16 | División de Honor       | 12      |                     |                     |
| 2016-17 | División de Honor       | 10      |                     |                     |
| 2017-18 | División de Honor       | 8       |                     |                     |
| 2018-19 | División de Honor       | 4       |                     |                     |
| 2019-20 | División de Honor       | 6       | Challenge Cup       | 1/2 (suspendida)    |
| 2020-21 | División de Honor       | 6       | Challenge Cup       | R3                  |
| 2021-22 | División de Honor       | 7       |                     |                     |
| 2022-23 | División de Honor       | 10      |                     |                     |
| 2023-24 | División de Honor       | 8       | Challenge Cup       | 1/4                 |
| 2024-25 | División de Honor       | 6       |                     |                     |

| Temp.   | Liga                    | Liga    | Competición Europea | Competición Europea |
| Temp.   | Liga                    | Pos.    | Competición         | Resultado           |
| ------- | ----------------------- | ------- | ------------------- | ------------------- |
| 2007-08 | 1.ª catalana            | 2       |                     |                     |
| 2008-09 | 1.ª catalana            | 1       |                     |                     |
| 2009-10 | Liga catalana           | 12      |                     |                     |
| 2010-11 | Liga catalana           | F.Final |                     |                     |
| 2011-12 | Liga catalana           | F.Final |                     |                     |
| 2012-13 | Liga catalana           | 1       |                     |                     |
| 2013-14 | División de Honor Plata | 1       |                     |                     |
| 2014-15 | División de Honor       | 12      |                     |                     |
| 2015-16 | División de Honor       | 12      |                     |                     |
| 2016-17 | División de Honor       | 10      |                     |                     |
| 2017-18 | División de Honor       | 8       |                     |                     |
| 2018-19 | División de Honor       | 4       |                     |                     |
| 2019-20 | División de Honor       | 6       | Challenge Cup       | 1/2 (suspendida)    |
| 2020-21 | División de Honor       | 6       | Challenge Cup       | R3                  |
| 2021-22 | División de Honor       | 7       |                     |                     |
| 2022-23 | División de Honor       | 10      |                     |                     |
| 2023-24 | División de Honor       | 8       | Challenge Cup       | 1/4                 |
| 2024-25 | División de Honor       | 6       |                     |                     |

## Organigrama deportivo

### Equipo ASOBAL 2025-2026
Jugadores:
| Nº | Nombre            | Edad | Altura | Nacionalidad         | Posición          | Procedencia             |
| -- | ----------------- | ---- | ------ | -------------------- | ----------------- | ----------------------- |
| 51 | Pau Panitti       | 21   | 1,94   | Bandera de España    | Portero           | Cantera                 |
|    | Luca Krivokapic   | 24   | 1,96   | Bandera de Serbia    | Portero           | BM Cangas/VfB Stuttgart |
| 14 | Tarcisio Freitas  | 25   | 1,80   | Bandera de Brasil    | Central           | Atlético Valladolid     |
| 21 | Gerard Domingo    | 22   | 1,88   | Bandera de España    | Central           | Cantera                 |
| 33 | Ferrán Castillo   | 21   | 1,89   | Bandera de España    | Central           | Cantera                 |
|    | Bruno Reguart     | 23   | 1,85   | Bandera de España    | Central           | VfB Stuttgart           |
|    | Juan Palomino     | 24   | 1,95   | Bandera de España    | Lateral izquierdo | FC Barcelona            |
|    | Marcos Fis        | 18   |        | Bandera de España    | Lateral derecho   | BM Caserío Ciudad Real  |
|    | Jordi Deumal      | 31   | 1,90   | Bandera de España    | Extremo izquierdo | USM Saran               |
| 32 | Pablo Guijarro    | 21   | 1,98   | Bandera de España    | Extremo izquierdo | Cantera                 |
| 34 | Sergi Franco      | 26   | 1,89   | Bandera de España    | Extremo derecho   | Cantera                 |
| 77 | Pablo Urdangarín  | 25   | 1,86   | Bandera de España    | Lateral derecho   | Barça Atletic           |
|    | Pol Chaves        | 19   | 1,91   | Bandera de España    | Extremo derecho   | Cantera                 |
| 7  | Adrià Figueras    | 36   | 1,90   | Bandera de España    | Pivote            | Chartres MHB            |
| 10 | Oriol Rey         | 30   | 1,92   | Bandera de España    | Pivote            | PAUC Handball           |
|    | Jepi Armengol     | 22   | 1,88   | Bandera de España    | Pivote            | Cantera/Barça Atletic   |
|    | Guillermo Fischer | 29   | 2,01   | Bandera de Argentina | Pivote            | BM Villa de Aranda      |

| Altas: - Bruno Reguart al VfB Stuttgart - Jepi Armengol desde Cantera/Barça Atletic - Guillermo Fisher desde BM Villa de Aranda - Luca Krivokapic desde BM Cangas/VfB Stuttgart - Marcos Fis desdeBM Caserío Ciudad Real - Juan Palomino desde FC Barcelona - Adrià Figueras desde Chartres MHB - Pol Chaves desde Cantera | Bajas: - Roberto Rodríguez al Chambéry HB - Antonio García Robledo retirado - Biel Valera al HC Eivissa - Leo Abrahão alJAGS Voslau - Andrés Moyano al BM Torrelavega - Víctor Romero al Sporting de Portugal - Oriol Rey al GRK Orid - Iván Montoya al BM Benidorm |

Cuerpo Técnico:
- Antonio Rama | Entrenador
- Antonio García Robledo | Ayudante del entrenador
- Jordi Boixaderas | Delegado
- Perico García | Entrenador de porteros
- David González | Fisioterapeuta

Equipo ASOBAL del BM Granollers en temporadas anteriores

### Equipo División de Honor Femenina 2025-2026
Jugadoras:
| Nº | Nombre             | Nacimiento  | Altura | Nacionalidad      | Posición          |
| -- | ------------------ | ----------- | ------ | ----------------- | ----------------- |
| 16 | Marta Mera         | 25/05/2000  | 1,67   | Bandera de España | Guardameta        |
|    | Judith Vizuete     | 20/07/21995 | 1,71   | Bandera de España | Lateral           |
| 42 | Cristina Polonio   | 20/07/1998  | 1,66   | Bandera de España | Pivote            |
| 58 | Claudia Juan       | 08/09/2004  | 1,78   | Bandera de España | Central           |
| 18 | Martina López Quer | 18/06/2005  | 1,70   | Bandera de España | Central           |
| 21 | Lucía Pérez Carbó  | 13/02/2007  | 1,70   | Bandera de España | Extremo           |
|    | Itziar Martínez    | 10/01/1998  | 1,73   | Bandera de España | Lateral           |
|    | Raquel Moré        | 27/05/2001  | 1,70   | Bandera de España | Lateral           |
| 98 | Martina Capdevila  | 19/09/2001  | 1,78   | Bandera de España | Central           |
|    | Nayla de Andrés    | 1997        | 1,73   | Bandera de España | Pivote            |
|    | Mireia Torras      | 02/05/1996  | 1,65   | Bandera de España | Central           |
| 6  | Ona Vila           | 19/02/2001  | 1,65   | Bandera de España | Extremo izquierdo |
| 10 | Carla González     | 31/05/2005  | 1,69   | Bandera de España | Extremo           |
| 17 | Belén Rodríguez    | 02/08/2006  | 1,73   | Bandera de España | Primera Línea     |
| 8  | María Hombrado     | 02/2006     | 1,69   | Bandera de España | Extremo           |
| 19 | Goundo Gassama     | 06/04/2004  | 1,73   | Bandera de España | Guardameta        |
| 26 | Nerea Güell        | 16/02/2007  | 1,68   | Bandera de España | Central           |

| Altas: - Judith Vizuete - Itziar Martínez - Raquel Moré - Nayla de Andrés - Mireia Torras | Bajas: - Kadiatou Jallow - Giulia Guarieiro - Paula Milagros - Alba Tort - Júlia Nuez - Ariana Portillo - Lea Kofler |

Equipo Técnico:
- Robert Cuesta | Entrenador
- Jessica Bonilla | Ayudante de Entrenador
- Arnau Forns | Fisioterapeuta
- Jordi Esbrí | Entrenador de porteras
- Édgar García | Preparador físico

Equipo DHF del BM Granollers en temporadas anteriores

### Cantera
La apuesta por la cantera es uno de los rasgos distintivos del BM Granollers. El palmarés de las categorías inferiores del club es uno de los más destacados del balonmano español. Al mismo tiempo, gran cantidad de jugadores de primer nivel internacional han surgido de la cantera y han formado parte del primer equip del club o de otros equipos europeos.
La cantera del BM Granollers está formada por aproximadamente 30 equipos de todas las categorías, desde prebenjamín a veteranos, tanto masculinos como femeninos. Además, el BM Granollers organiza varios torneos de balonmano base a nivel local, regional e internacional.

## Figuras Destacadas

### Jugadores

#### Jugadores españoles destacados
Selección de los jugadores españoles más destacados en la historia del primer equipo masculino:
| Jugador        | Posición |
| -------------- | -------- |
| Joan Barbany   | DEL      |
| Eduard Barbany | CEN      |
| Vicenç Vacca   |          |
| Andreu Tura    |          |
| Francesc Canal |          |
| Gasset         | PO       |
| Planxart       | PO       |

| Jugador              | Posición |
| -------------------- | -------- |
| Francesc Pregona     | ORG      |
| José Antonio Cabrera | DEF      |
| Joan Barbany         | DEL      |
| Eduard Barbany       | MED      |
| Josep Fontdevila     | DEL      |
| Antoni Casajuana     | MED      |
| Vicenç Vacca         |          |
| Eduardo de Riquer    |          |
| Josep Estapé         |          |
| Pere Illa            |          |
| Manuel Oliva         |          |
| José Luis García Mir |          |

| Jugador         | Posición |
| --------------- | -------- |
| Alejandro Viaña | PI       |
| Juan Morena     | LD       |
| Antoni García   |          |
| Martí Montaner  |          |
| Martí Font      | PO       |

| Jugador                | Posición |
| ---------------------- | -------- |
| Vicente Calabuig       | EI       |
| Gregorio López "Goyo"  | CE       |
| Eugeni "Gin" Castellví | CE       |
| Miguel A. Aperador     | CE       |
| José Luis Sagarribay   | LI       |
| Eugeni Serrano         | ED       |
| Santos Labaca          | PI       |
| José María Gómez       | PI       |
| Joaquim Borrego        | EI       |
| Miquel Prat            | LD       |
| Josep Perramon         | PO       |
| Patxi Pagoaga          | PO       |

| Jugador               | Posición |
| --------------------- | -------- |
| Jaume Puig            | PI       |
| Óscar Mainer          | EI       |
| Ricardo Marín         | LI       |
| Enric Masip           | CE       |
| Mateo Garralda        | LD       |
| Josep Maria Junqueras | ED       |
| Aleix Franch          | EI       |
| Perico García         | PO       |
| Jaume Fort            | PO       |
| Josep Maria Montes    | PO       |

| Jugador         | Posición |
| --------------- | -------- |
| Jordi Fernández | ED       |
| Àlex Viaña      | CE       |
| Carlos Viver    | EI       |
| Antonio Ugalde  | EI       |
| "Quino" Soler   | LI       |
| Jaime García    | PI       |
| Aitor Etxaburu  | PI       |
| Jordi Núñez     | PO       |
| Xavi Pérez      | PO       |

| Jugador               | Posición |
| --------------------- | -------- |
| Cristian Malmagro     | LD       |
| Salva Puig            | LD       |
| Raúl Campos           | LD       |
| Carlos Viver          | EI       |
| Albert Rocas          | EI       |
| Álvaro Ferrer         | CE       |
| Joan Cañellas         | CE       |
| José Luis Pérez Canca | CE       |
| Ivan Raigal           | PI       |
| Juan Andreu           | PI       |
| Vicente Álamo         | PO       |
| Manel Pérez           | PO       |

| Jugador                 | Posición |
| ----------------------- | -------- |
| Raúl Campos             | LD       |
| Antonio García          | LI       |
| Álvaro Ruiz             | CE       |
| Gonzalo Pérez de Vargas | PO       |
| Ferrán Solé             | ED       |
| Arnau García            | LI       |
| Marc Cañellas Reixach   | CE       |
| David Resina            | EI       |
| Adrià Figueras          | PI       |
| Ian Tarrafeta           | CE       |
| Marc Garcia Diéguez     | DEF      |

| Años 2020 \| Jugador \| Posición \| \| ------------- \| -------- \| \| Chema Márquez \| LI \| \| Pol Valera \| CE \| \| Jan Gurri \| LI \| |          |
| Jugador | Posición |
| Chema Márquez | LI       |
| Pol Valera | CE       |
| Jan Gurri | LI       |

#### Jugadores extranjeros
Lista completa de los jugadores extranjeros que han jugado en el primer equipo masculino a lo largo de su historia:
| Jugador      | Pos. | Nación.             |
| ------------ | ---- | ------------------- |
| Hugo Günther | UNI  | Bandera de Alemania |

| Jugador            | Pos. | Nación.           |
| ------------------ | ---- | ----------------- |
| Roland Arne Jevrud | LI   | Bandera de Suecia |

| Jugador          | Pos. | Nación.               |
| ---------------- | ---- | --------------------- |
| Eric Cailleaux   | CE   | Bandera de Francia    |
| Aleksandar Gacic |      | Bandera de Yugoslavia |
| Peder Järphag    |      | Bandera de Suecia     |
| Per Carlén       | LD   | Bandera de Suecia     |

| Jugador              | Pos. | Nación.                        |
| -------------------- | ---- | ------------------------------ |
| Atil Hilmarsson      |      | Bandera de Islandia            |
| Geir Sveinsson       |      | Bandera de Islandia            |
| Viatcheslav Atavin   | LI   | Bandera de la Unión Soviética  |
| Andréi Tiumentsev    | CE   | Bandera de Rusia               |
| Oleg Kisselev        | LD   | Bandera de Rusia               |
| Veselin Vujovic      | CE   | Bandera de Serbia y Montenegro |
| Igor Butulija        | LD   | Bandera de Serbia y Montenegro |
| Dimitri Kachkan      | CE   | Bandera de Rusia               |
| Zoran Mikulić        | LD   | Bandera de Croacia             |
| Vladislav Kalarash   | CE   | Bandera de Rusia               |
| Slobodan Veselinovic | LI   | Bandera de Serbia y Montenegro |
| Darko Galic          |      | Bandera de Serbia y Montenegro |
| Ivan Sunda           |      | Bandera de Croacia             |

| Jugador              | Posición | Nacionalidad                    |
| -------------------- | -------- | ------------------------------- |
| Kim Sung Heon        | LD       | Bandera de Corea del Sur        |
| Thomas Siversson     | PI       | Bandera de Suecia               |
| Ljubomir Vranjes     | CE       | Bandera de Suecia               |
| Takeshi Uchida       | EI       | Bandera de Japón                |
| Goran Kozomara       | PI       | Bandera de Eslovenia            |
| Denis Bahtijarevic   | ED       | Bandera de Bosnia y Herzegovina |
| Patrik Ćavar         | CE       | Bandera de Croacia              |
| Uffe Freesgard       | PI       | Bandera de Dinamarca            |
| Marko Krivokapić     | LI       | Bandera de Serbia               |
| Goran Cmiljanic      | DEF      | Bandera de Serbia               |
| Michal Nowak         | LI       | Bandera de Polonia              |
| Árni Þór Sigtrygsson | LD       | Bandera de Islandia             |
| Davor Čutura         | LI       | Bandera de Serbia               |
| Aleksander Svitlica  | ED       | Bandera de Montenegro           |
| Michael Apelgren     | CE       | Bandera de Suecia               |
| Aidenas Malasinskas  | CE       | Bandera de Lituania             |
| Ivan Nikčević        | ED       | Bandera de Serbia               |
| Drasko Nenadić       | LI       | Bandera de Croacia              |
| Peter Gentzel        | PO       | Bandera de Suecia               |
| Venio Losert         | PO       | Bandera de Croacia              |
| Peter Carlsson       | PO       | Bandera de Suecia               |
| Fredrik Ohlander     | PO       | Bandera de Suecia               |

| Jugador                | Posició | Nacionalitat                    |
| ---------------------- | ------- | ------------------------------- |
| Niklas Grundsten       | PI      | Bandera de Suecia               |
| Thomas Reznicek        | LD      | Bandera de República Checa      |
| Nicola Lazic           | LD      | Bandera de Serbia               |
| Guilherme Gama Valadao | LI      | Bandera de Brasil               |
| Rodrigo Salinas        | LD      | Bandera de Chile                |
| José Toledo            | LD      | Bandera de Brasil               |
| Matías Schulz          | PO      | Bandera de Argentina            |
| Dimitrije Pejanovic    | PO      | Bandera de Serbia               |
| César Almeida          | PO      | Bandera de Brasil               |
| Henrique Teixeira      | LI      | Bandera de Brasil               |
| Fernando Pacheco       | LD      | Bandera de Brasil               |
| Michal Kasal           | LI      | Bandera de República Checa      |
| Jorge Silva            | LD      | Bandera de Portugal             |
| Vladan Loncar          | LI      | Bandera de Bosnia y Herzegovina |
| Rolandas Bernatonis    | LI      | Bandera de Lituania             |
| Vukasin Rakocija       | LI      | Bandera de Serbia               |
| Nicolás Bonanno        | LI      | Bandera de Argentina            |
| Oswaldo Maestro        | LD      | Bandera de Brasil               |
| Ivan Popovic           | PI      | Bandera de Serbia               |

| Jugador          | Posició | Nacionalitat         |
| ---------------- | ------- | -------------------- |
| Esteban Salinas  | PI      | Bandera de Chile     |
| Rangel Luan      | PO      | Bandera de Brasil    |
| Yusuf Faruk      | LD      | Bandera de Nigeria   |
| Andrei Buzle     | LI      | Bandera de Rumania   |
| Andrés Moyano    | LD      | Bandera de Argentina |
| Tarcisio Freitas | CE      | Bandera de Brasil    |

#### Leyenda de las tablas
| - CE: Central - LI: Lateral izquierdo - LD: Lateral derecho - EI: Extremo izquierdo - ED: Extremo derecho - PI: Pivote - PO: Portero | - DEL: Delantero - DEF: Defensa - CEN: Centrocampista - ORG: Organizador - UNI: Universal |

### Entrenadores
A lo largo de su historia, el primer equipo masculino del BM Granollers ha tenido un total de 17 entrenadores:
| Años      | Entrenador             | Nacionalidad      |
| --------- | ---------------------- | ----------------- |
| 1952-1970 | Josep Vilà             | Bandera de España |
| 1970-1974 | Miquel Roca Mas        | Bandera de España |
| 1974-1980 | Joaquín Crespo "Quini" | Bandera de España |
| 1980-1984 | Ferran Raga            | Bandera de España |
| 1984-1989 | Emilio Alonso          | Bandera de España |
| 1989-1992 | Josep Maria Guiteras   | Bandera de España |
| 1992-1997 | Manuel Montoya         | Bandera de España |
| 1997-1998 | José Luis Villanueva   | Bandera de España |
| 1998-1999 | Josep Maria Guiteras   | Bandera de España |
| 1999-2000 | Jaime Puig Rofés       | Bandera de España |
| 2000-2002 | Sead Hasanefendić      | Bandera de Serbia |
| 2002-2008 | Manuel Montoya         | Bandera de España |
| 2008-2010 | Lorenzo Rueda          | Bandera de España |
| 2010-2012 | Manolo Cadenas         | Bandera de España |
| 2012-2014 | Toni Garcia            | Bandera de España |
| 2014-2017 | Carlos Viver           | Bandera de España |
| 2017-     | Antonio Rama           | Bandera de España |

### Presidentes
A lo largo de su historia, el BM Granollers ha contado con los 13 presidentes siguientes:
| Años      | Presidente              |
| --------- | ----------------------- |
| 1944-1948 | Ramon Sobrevia i Coll   |
| 1948-1955 | Lluís Sitjes i Ballescà |
| 1955-1969 | Emili Botey i Alsina    |
| 1969-1972 | Joan Antoni Piferrer    |
| 1972-1974 | Joan Antoni Cabrera     |
| 1974-1980 | Francesc Ventura        |
| 1980-1982 | Joaquim Raga            |
| 1982-1992 | Jaume Rodríguez         |
| 1992-1996 | Joan Mundet             |
| 1996-2000 | Ramon Font i Terrades   |
| 2000-2009 | Juan María Pérez-Ortiz  |
| 2009-2011 | José Luis Caña          |
| 2011-2021 | Josep Pujadas i Maspons |
| 2022-     | Alfred Serra i Parera   |

## Torneos organizados por el BM Granollers

### Granollers Cup
La Granollers Cup es un torneo internacional de balonmano base que el BM Granollers organiza anualmente desde 1999, aunque las ediciones de 2020 y 2021 se suspendieron a causa de la pandemia de COVID-19. El torneo tiene lugar habitualmente durante 5 días, la última semana de junio, e incluye todas las categorías desde alevín hasta júnior, tanto masculinas como femeninas. Las pistas de juego están repartidas por toda la ciudad de Granollers pero en las últimas ediciones, atendiendo a un incremento de participantes que ha alcanzado los 7000 deportistas, el torneo se ha extendido a otros municipios, como Las Franquesas del Vallés, Canovellas, Montornés del Vallés, Cardedeu o Vilanova del Vallés.

### Jornadas Escolares (Torneo Coaliment)
Las Jornadas Escolares son un torneo de balonmano formativo organizado anualmente desde 1995, gracias al impulso inicial de Josep Saperas, propietario de la empresa de distribución y alimentación Coaliment. El torneo está dirigido a todas las escuelas de Granollers y alrededores, con el objectivo de que los niños y niñas del Vallés Oriental conozcan la práctica del balonmano, y las familias se acerquen a las instalaciones del Palacio de Deportes de Granollers. Otro de los objetivos del torneo es que jugadores de la cantera del club que juegan en categorías superiores (infantil, cadete o juvenil), como parte de su formación como deportistas, dirijan a los equipos participantes y arbitren algunos partidos del torneo.
El torneo se celebra durante 2 o 3 domingos de primavera, normalmente durante el mes de mayo, e incluye las categorías prebenjamín, benjamín y alevín (todos los equipos son mixtos). El número de participantes del torneo se ha ido incrementando en las últimas ediciones, y se ha instalado alrededor de 20 escuelas y aproximadamente 1000 jugadores y jugadoras.

### MiniHandbol
El MiniHandbol es un torneo de balonmano formativo organizado anualmente desde 2003 y va dirigido a los clubs de balonmano que deseen participar. El torneo tiene el objectivo de fomentar el balonmano en las categorías formativas (prebenjamín, benjamín y alevín) y se celebra durantr un domingo de primavera, normalmentr en el mes de marzo. En las últimas ediciones, el torneo ha superado los 50 equipos y los 800 jugadores inscritos.

### Torneo Internacional Ciudad de Granollers
El Torneo Internacional Ciudad de Granollers es un torneo de balonmano sénior, de carácter amistoso, que organiza el BM Granollers anualmente desde 1990. El torneo se celebra habitualmente durante la pretemporada del primer equipo masculino. A lo largo de su historia, el torneo ha alternado dos formatos: partido único o eliminatorias directas entre 4 equipos. 
Entre otros, han jugado este torneo equipos com Füchse Berlin (Alemania), Honda Suzuka (Japón), IK Sävehof (Suecia), SC Merano y Italgest Casarano (Italia), Toulouse Handball, Paris Saint-Germain Handball, Montpellier HB y Dunkerque HB Grand Littoral (Francia), Fram Reykjavik (Islandia), Dinamo de Astrakhan (Rusia), Electromos Budapest (Hungría) o Pfadi Winterthur (Suiza).

## Patrocinadores
Uno de los principales factores por los que el BM Granollers ha cumplido más de 60 años es por el patrocinio y la colaboración de empresas nacidas o implantadas en la localidad de Granollers y sus alrededores, muchas de ellas de ámbito nacional e internacional. Los más significativos y los que han acompañado al nombre del primer equipo han sido:
- 1967-1979: Jabones Camp: Elena

Empresa química nacida en Granollers, de ámbito internacional, fabricante de detergentes. En diferentes épocas el primer equipo pasó a llamarse BM Granollers-Camp y BM Granollers-Elena, el nombre de uno de sus productos más vendidos en el mercado español.
La llegada de este patrocinador fue tras la crisis del 1964 donde el club renunció a la División de Honor. El dinero y la vuelta a la máxima categoría llegaron de la mano. Con la marcha del patrocinador antes del inicio de la temporada 1980-81 se especuló con la desaparición del mismo.
- 1981-1984: Sant Dalmai

La empresa centrada en el sector de la alimentación llegaba de la mano del nuevo presidente del BM Granollers, Jaume Rodríguez, con la que se conseguían nuevos ingresos con el fin de salvar al club en uno de los peores momentos de su historia.
- 1985-1991: Cacaolat

Cacaolat es una marca española de batido de leche y cacao. Fue creado en 1925 y está considerado el primer batido de fabricación industrial del mundo. La entrada de Cacaolat como patrocinador supuso el cambio de colores en la equipación tradicional del por entonces Cacaolat Granollers, que asumió los colores amarillo y marrón, característicos de la marca de batidos.
- 1999-2002: KH Lloreda: KH-7

Empresa dedicada a la fabricación y comercialización de productos de limpieza para el hogar y para el sector industrial, ubicada en Canovellas.
- 2005- : Fraikin[39]

El grupo Fraikin es el líder europeo del mercado de alquiler de vehículos industriales, utilitarios y comerciales. Tiene su origen en Francia, pero también está presente en España, Reino Unido, Bélgica, Polonia, Marruecos...